# Mikrolithiasis testis

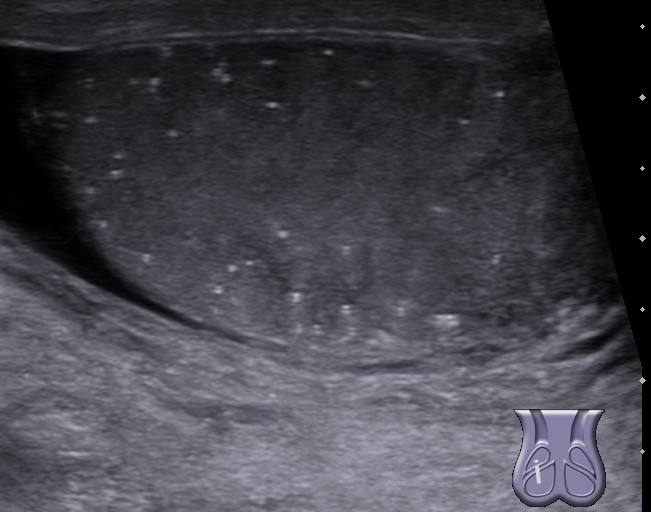
Ultraschallbild bei Mikrolithiasis testis

Als Mikrolithiasis testis oder testikuläre Mikrolithiasis bezeichnet man das Auftreten von multiplen ca. 1–3 mm großen Verkalkungen im Hoden, welche über das gesamte Gewebe des Hodens verstreut sind. Im Ultraschallbefund ergibt sich ein Bild von vielen kleinen hellen Punkten, das als Sternenhimmelphänomen bezeichnet wird. Der Befund findet sich bei bis zu 5 % junger Männer als Zufallsbefund und hat keinen eigenen Krankheitswert. Die Bedeutung des Befundes als Risikofaktor für Keimzelltumore beim Mann wird kontrovers diskutiert.

## Risiko für Hodentumoren
In einer Metaanalyse zeigte sich ein um den Faktor 8,5 erhöhtes Risiko bei Vorliegen von Mikrolithiasis testis für Hodentumoren bei Patienten mit weiteren spezifischen Risikofaktoren. Studien an ansonsten asymptomatischen Patienten ohne weitere Risikofaktoren sprechen jedoch gegen die originäre Eigenschaft der Mikrolithiasis testis als Vorstufe von Hodentumoren. Vielmehr liege beiden Phänomenen ggf. lediglich ein ähnlicher Pathomechanismus zugrunde. Regelmäßige Kontrolluntersuchungen gelten bei Patienten mit isolierter Mikrolithiasis testis (ohne weitere Risikofaktoren) als ausreichend. Aufgrund der Häufigkeit des Befundes ist dieser nicht als Screening-Maßnahme zur Früherkennung von Tumoren geeignet, da die Inzidenz etwa 1000 mal höher ist als jene von Hodentumoren. Mit zunehmend sensitiveren Methoden (bessere Ultraschallgeräte mit höherer Auflösung) steigt die Inzidenz weiter deutlich an.